# Jan Komorowski (zm. XVI w.)
Jan Komorowski herbu Korczak (ur. ok. 1490, zm. 1556 lub 1566) – kasztelan połaniecki i oświęcimski, właściciel państwa żywieckiego.

## Życiorys
Był synem Jana Komorowskiego (zm. 1511). Jego bratem był Wawrzyniec Komorowski. Po śmierci Mikołaja Komorowskiego Jan wraz z bratem wspólnie zarządzali państwem żywieckim. Od 1537 do 1548 był kasztelanem oświęcimskim, a od 1549 do 1563 kasztelanem połanieckim. Uczestniczył w sejmach i w radach królewskich. W 1526 ożenił się z Barbarą Tarnowską. Miał dwóch synów: Jana Spytka i Krzysztofa, którzy po jego śmierci objęli w posiadanie Żywiecczyznę. Barbara urodziła mu także cztery córki: Zofię, Katarzynę, Annę i Magdalenę.

### Rządy w Żywcu
Przekazał społeczności Żywca budynek łaźni (1554), uposażył nadaniami szkołę oraz szpital dla ubogich. Wraz z bratem wydali dla miasta szereg przywilejów, m.in. nadali mu na wyłączność prawo wytwarzania słodu, warzenia i szynkowania piwa oraz wprowadzili monopol handlowy na rzecz miasta. Żywieckie monopole i przywileje ograniczały znacznie wolności i prawa mieszkańców okolicznych wsi. W latach 50. rozsądzał spór terytorialny między Żywcem a Zabłociem. Przekazał na własność miasta lasy Łyskę i Kiełbasów. Za jego rządów wyremontowano kościół parafialny i kościół św. Krzyża. W 1518 bracia zdołali otrzymać dla Żywca przywilej na dwa jarmarki. W 1548 podarowali miastu swój prywatny browar. Ponadto Jan i Wawrzyniec powiększyli państwo żywieckie o Ślemień i Krzeszów.